# Casa Bell (Virginia)
Bell House, también conocida como la casa de verano de Alexander Graham Bell, es una casa histórica ubicada en Colonial Beach, condado de Westmoreland, Virginia. Vivienda  con estructura de madera estilo palo de cinco bahías, construida originalmente entre 1883 y 1885 para Helen y el coronel JOP Burnside. Cuenta con un porche envolvente con postes torneados y ménsulas aserradas, y una torre central saliente con techo piramidal y alero. La propiedad también cuenta con un retrete y garaje (c. 1930). Alexander Graham Bell heredó la propiedad en 1907 de su padre , Alexander Melville Bell, quien la adquirió en 1886 y la conservó hasta 1918.Fue incluido en el Registro Nacional de Lugares Históricos en 1987. 